# فرد أوكونور
فرد أوكونور (بالإنجليزية: Fred O'Connor)‏ (4 أبريل 1939 ببروكلين في الولايات المتحدة - ) هو مدرب رياضي ولاعب كرة قدم أمريكي في مركز الوسط.